# Lita Sandoval
Lita Sandoval (España; ??? - Buenos Aires, Argentina; 18 de enero de 1995) fue una primera actriz de radioteatro y animadora radial española con carrera en Argentina. 

## Carrera
Francisca Zornoza, artísticamente conocida como Lita Sandoval fue una estrella de las radionovelas surgida a mediados de la década del '20. A su vez, destacada animadora radial tan popular en el momento como la española Ibis Blasco y Rosita Bozán.
Actuó en el radioteatro La ley de los pobres y en La canción maldita (guiones de Alfredo Lima y Nolo Gildo) propaladas por LR2 Radio Argentina, junto a María Esther Villegas y Alberto Margal.
En cine incursionó en su única aparición cinematográfica en el film La canción que tu cantabas, dirigida por Miguel Mileo y protagonizada por Angelillo, Rosita Contreras, Florindo Ferrario, Inés Murray, Blanca Orgaz y César Fiaschi, entre otros.
En 1939 actuó en el radioteatro por Radio El Mundo titulado Crónicas humanas junto a Meneca Norton, Iván Caseros, José Paonessa, Dardo Quinteros y Horacio Denis. En ese mismo año también actuó en Crimen a bordo con Meneca Norton, José Paonessa, Rodolfo Velich y Olga Montes.
En 1943 hizo la comedia en tres actos Odioso de mi alma! junto a un nutrido elenco en los que sobresalían Elisa Labardén, Leticia Santi, Gloria Guzmán, Esteban Serrador, Enrique Serrano, Nuri Montsé, Silvana Roth, Carlos Castro  y Emilia Helda.
Trabajó en 1979 para un radioteatro de Radio Splendid titulado Los paz en su hogar, escrito por Nolo Gildo, y protagonizada entre otros por  Julio César Barton, Miguel Banni, Héctor Figueras, Aurora del Mar, Bordignón Olarra y Nydia Reynal.
En teatro integró la Compañía Argentina de Comedia Gloria Guzmán- Enrique Serrano, que estrenó en el Teatro 18 de julio de Uruguay la obra ¡Las mujeres son locas!(¡y los hombres también!).
La actriz Lita Sandoval murió el miércoles 18 de enero de 1995.